# Paso de San Francisco
Pour les articles homonymes, voir Paso et San Francisco (homonymie).
 (août 2017).
Si vous disposez d'ouvrages ou d'articles de référence ou si vous connaissez des sites web de qualité traitant du thème abordé ici, merci de compléter l'article en donnant les références utiles à sa vérifiabilité et en les liant à la section « Notes et références ».
Le paso de San Francisco est un col de la cordillère des Andes qui unit d'un côté la province argentine de Catamarca et de l'autre la région d'Atacama du Chili.
Le col livre passage du côté argentin à la route nationale 60, bien asphaltée, partie de la province de Córdoba au centre du pays. Du côté chilien, la route no 31 mène au centre de Copiapó, capitale de la région d'Atacama.

## Géographie
Le col se trouve à l'altitude de 4 748 mètres, dans une région parsemée de hauts volcans, dont certains sont à peine endormis[évasif]. Il se situe entre deux volcans : au nord, le Falso Azufre (5 906 m) et au sud le volcan San Francisco (6 016 m). Plus loin, au nord-est sont situés le Dos Conos (Deux cônes) et le Peinado. À l'ouest, en territoire chilien, se trouve un lac appelé Laguna Verde (lagune verte). Plus au sud s'étend une chaîne volcanique frontalière comprenant d'est en ouest le Nevado de Incahuasi (6 638 m), le El Muerto (6 488 m), le Nevado Ojos del Salado (6 879 m), le Nacimientos ou Walter Penck I (6 658 m), le Nevado Tres Cruces (6 749 m), et bien d'autres encore.
Le versant chilien du col, desservi par la route no 31, aboutit au parc national Nevado de Tres Cruces, à quelque 65 kilomètres de là.
Du côté argentin, non loin à l'est du col, à 45 kilomètres environ, sur la route nationale 60, se trouve la petite localité de Las Grutas avec son poste de gendarmerie, au sein de ce qu'on appelle les vegas de San Francisco (« vegas » désignant des vallées humides pourvues de végétation).

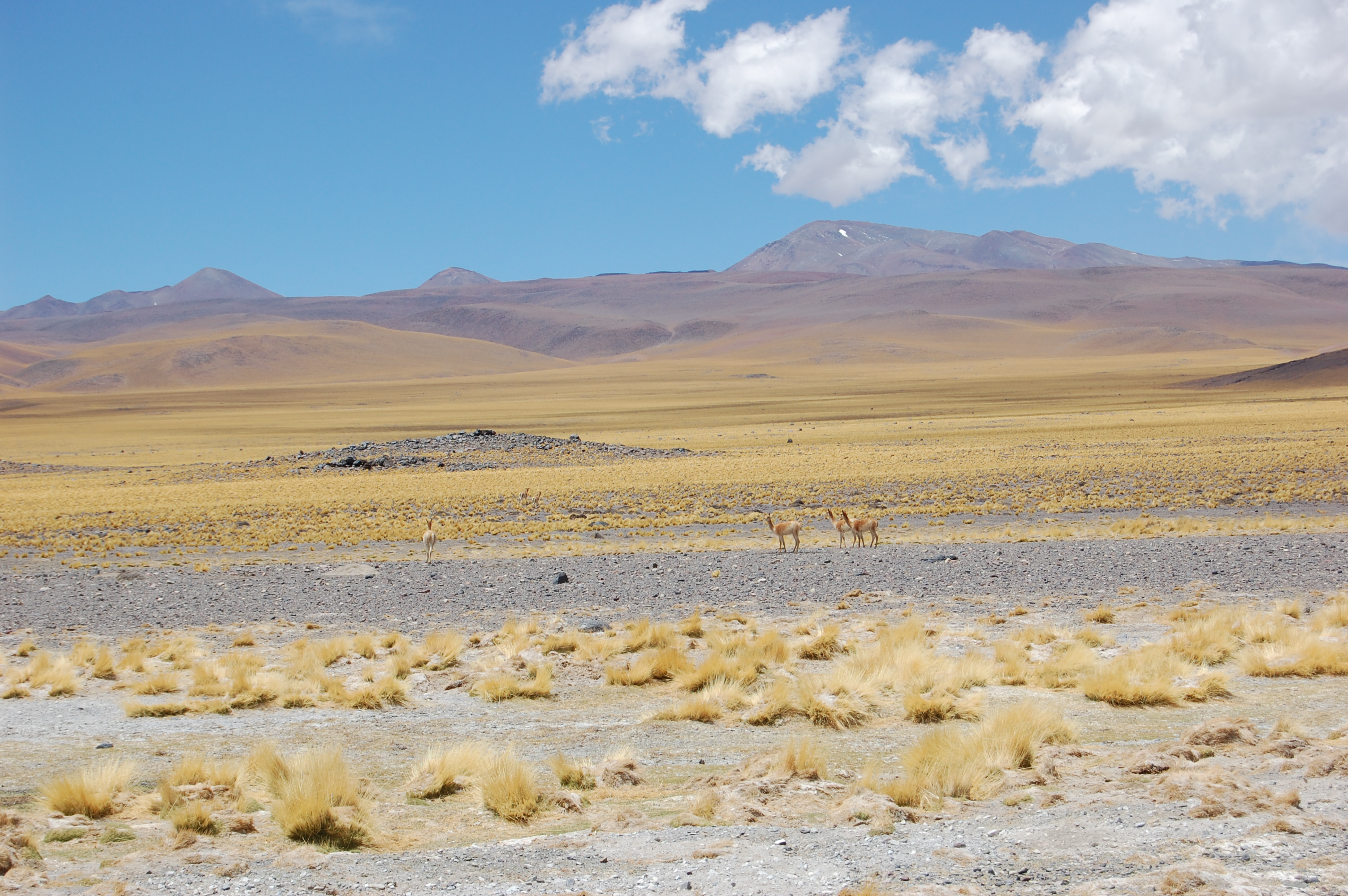
Vue depuis la route menant de Fiambalá au col.
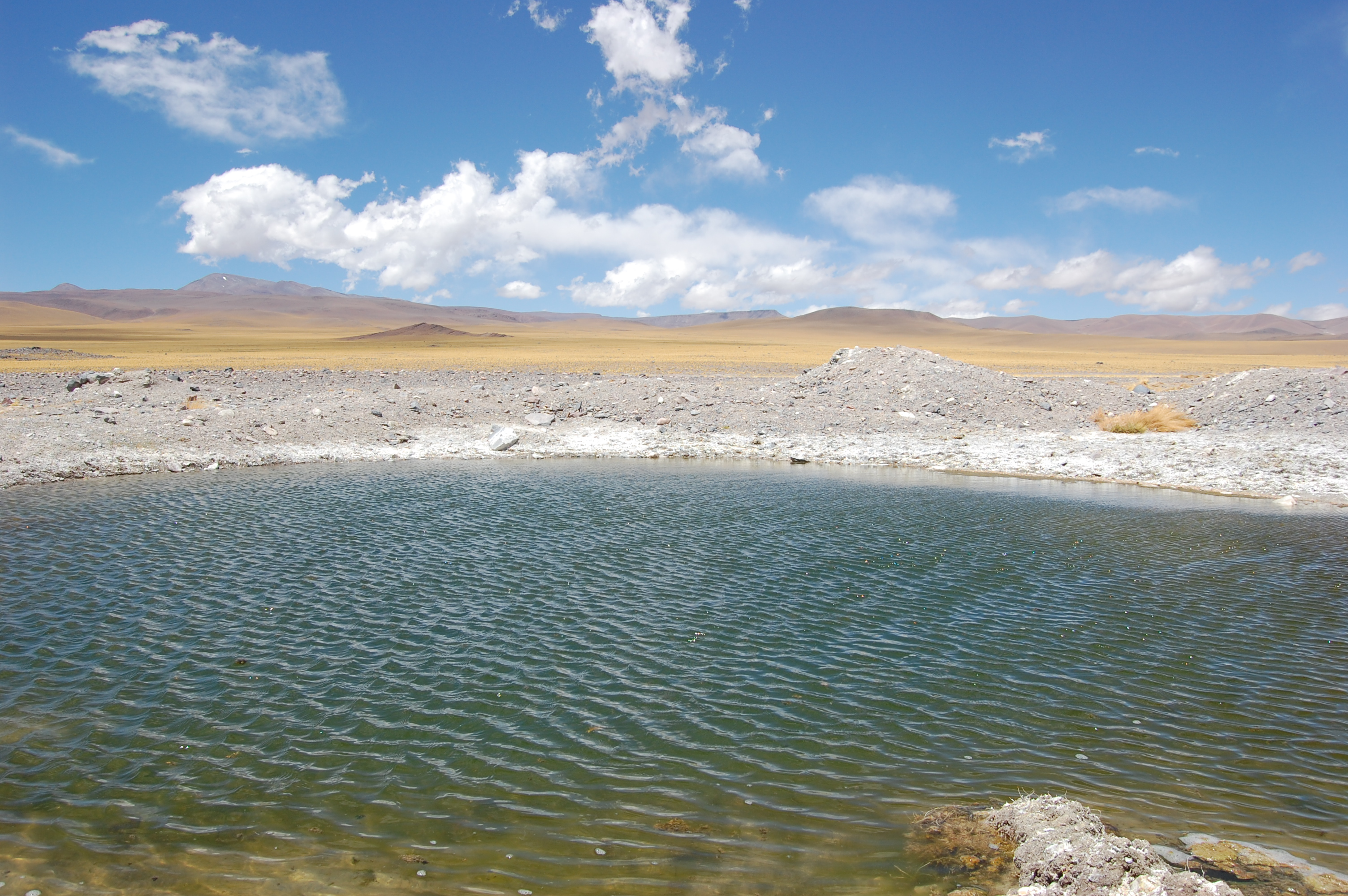
Vue à proximité du col, sur le versant argentin.